# Marquesado de Dusay
El Marquesado de Dusay fue un título nobiliario español creado por el rey Carlos IV, en 1795, a favor de Francisco de Paula de Dusay y de Mari (1758-1825)
Este título nobiliario se creó para distinguir a la familia Dusay (o Usall), ilustre familia catalana que tuvo como miembros, en el siglo XII, a Ramón Dusay, obispo de Gerona; y en el siglo XIII a Eymeric de Usall, embajador y familiar del rey; y otros que ejercieron importantes responsabilidades, tales como: veguer, virrey de Cerdeña, Diputado general de Cataluña, o Conseller en cap de Barcelona.
El primer marqués, Francisco de Paula de Dusay y de Mari (1758-1825), era químico. Estuvo 35 años vinculado a la Real Academia de Ciencias y Artes de Barcelona, primero como secretario general (1789-1804) y luego vicepresidente (1820-1824). Presentó estudios sobre la metalúrgia (1787), el platino (1788), sobre el arte del vidrio (1792) y sobre el académico y artista Juan González (1800). También fue concejal de Barcelona (1796). Su padre era Francisco Félix de Dusay y de Fivaller.
El título fue redenominado a Marquesado de Monistrol de Noya (en catalán: Monistrol d'Anoia) por el rey Carlos IV, el 4 de julio de 1796, a favor del mismo titular, Francisco de Paula de Dusay y de Mari (1758-1825), denominación que se mantiene en la actualidad.
El actual titular del Marquesado de Monistrol de Noya, desde 1982, es Alfonso Escrivá de Romaní y Mora, VII marqués de Monistrol de Noya, XVIII conde de Sástago con Grandeza de España, y barón de Beniparrell.

## Marqueses de Dusay
|                                                                                           | Titular                               | Periodo                             |
| Creado en 1795 por el rey Carlos IV                                                       | Creado en 1795 por el rey Carlos IV   | Creado en 1795 por el rey Carlos IV |
| ----------------------------------------------------------------------------------------- | ------------------------------------- | ----------------------------------- |
| I                                                                                         | Francisco de Paula de Dusay y de Mari | 1795-1796                           |
| El título fue redenominado a Marquesado de Monistrol de Noya en 1796, que sigue la línea. |                                       |                                     |

## Historia de los marqueses de Dusay
- Francisco de Paula de Dusay y de Mari (1758-1824), I marqués de Dusay.

1. Casó con Monserrat de Fivaller y Rubí, hija de los señores de Margalef y Almenara Alta.

El título fue redenominado a Marquesado de Monistrol de Noya (en catalán: Monistrol d'Anoia) por el rey Carlos IV, el 4 de julio de 1796, a favor del mismo titular, Francisco de Paula de Dusay y de Mari (1758-1825), denominación que se mantiene en la actualidad, donde sigue la línea sucesoria.